# Heinrich von Stephan
Heinrich Stephan, desde 1885 Heinrich von Stephan (Słupsk, 7 de enero de 1831 - Berlín, 8 de abril de 1897), fue el director general de correos del Imperio alemán y organizador del sistema postal alemán. Fue Geheimrat, Secretario de Estado de la oficina real de correos, ministro de Estado de Prusia, miembro de la Cámara de los Lores de Prusia (1872-1897) y canónigo de Merseburg.

## Familia
Stephan provenía de una familia pomerana. Fue el octavo de diez niños del maestro sastre Friedrich Stephan (1792-1860), quien fue concejal municipal en Stolp, y de Marie Luise Weber Döring (1794–1869).
Stephan se casó el 16 de julio de 1855 en Hanóver con Anna Tomala (Bonyhád, Hungría, 18 de octubre de 1827 - Berlín, 22 de mayo de 1862). Se casó en segundas nupcias el 24 de septiembre de 1863 en Potsdam con Elisabeth Balde (Berlín, 13 de agosto de 1841 - 5/6 de febrero de 1926).
Fue aceptado en la nobleza de Prusia el 19 de marzo de 1885.

## Carrera
En 1865, sugirió utilizar tarjetas postales en Alemania, las cuales fueron introducidas después de que el canciller Otto von Bismarck lo ascendió en 1870. La tarjeta postal tuvo un amplio uso con ocasión de la posterior Guerra Franco-Prusiana de 1870-1871, como un método de comunicación entre las unidades militares en el campo de batalla, donde escaseaba papeles y sobres para escribir cartas de la manera tradicional. También se le acredita haber introducido el teléfono en Alemania.
El logro histórico más importante de Heinrich Stephan fue la creación de la Unión Postal Universal (UPU) en 1874. Por azar del destino diplomático, logró reunir el 15 de septiembre de 1874 a los representantes de las oficinas postales de 22 estados en el I Congreso internacional de oficinas postales en Berna, Suiza, procediendo allí a crear la UPU, y establecer de manera conjunta con los demás concurrentes reglas internacionales para el tráfico de cartas y paquetes, destinadas a estandarizar estos servicios. A fines de siglo, todos los grandes estados con excepción de China se habían convertido en miembros de tal institución. Hasta el año 1891, Heinrich von Stephan fue su presidente.
Stephan falleció en 1897 en Berlín, después de haber hecho un profundo impacto en la estandarización del servicio postal en todo el mundo.

## Sellos alemanes conmemorativos

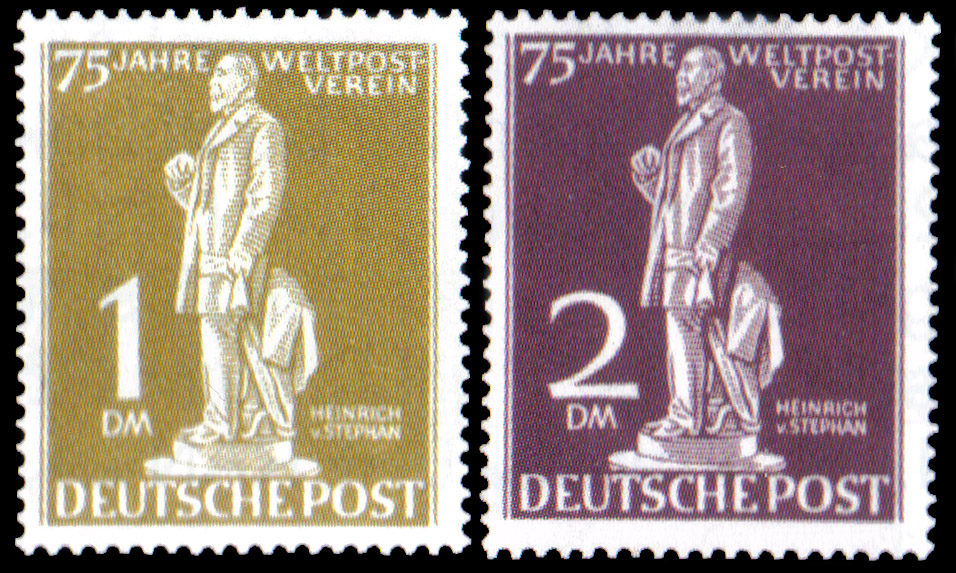
75 años de la UPU
Centenario de la muerte de Stephan
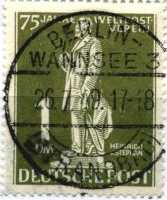
Matasellos de Wannsee